# Amadou-Mahtar M'Bow
Amadou-Mahtar M'Bow (Dakar, 20 marzo 1921 – Dakar, 24 settembre 2024) è stato un educatore e funzionario senegalese.

## Biografia
Amadou-Mahtar M'Bow nacque a Dakar. Combatté come volontario nell'Esercito francese nella Seconda guerra mondiale. Dopo la fine della guerra, studiò geografia presso l'Università Sorbona di Parigi.
Iniziò a lavorare per l'UNESCO nel 1953 e fu il direttore generale 1974-1987, primo africano a lavorare in una organizzazione dell'ONU. Formò la Commissione per i problemi di comunicazione che emise la MacBride report (così chiamato dal suo presidente, Seán MacBride) nel mese di maggio 1980, per un supporto delle domande internazionali per un nuovo mondo dell'informazione e della comunicazione dell'Ordine.
Nel 1980, ricevette un dottorato honoris causa presso l'Università di Belgrado.